# 八卷智美
八卷智美（日语：／ Yamaki Tomomi，1971年4月12日—），日本女子田径运动员。她曾代表日本参加2008年夏季残疾人奥林匹克运动会田径比赛，获得女子100米T52级和女子200米T52级银牌。